# Carroll Baker
Carroll Baker, född 28 maj 1931 i Johnstown i Pennsylvania, är en amerikansk skådespelare. Hon är främst känd från filmen Baby Doll (1956). Hon nominerades för en Oscar för rollen som Baby Doll Meighan. Baker tilldelades 1957 en Golden Globe för den rollen, samt hennes roll i Jätten i kategorin "bästa nykomling".
Efter ett antal Hollywoodfilmer på 1950-talet och 1960-talet flyttade hon till Rom och spelade i italienska filmer under åren 1967–1976. Hon spelade sedan åter i amerikanska filmer och TV-serier. 2003 pensionerade hon sig från skådespeleriet, men har ändå varit aktiv i mindre skala kring arrangemang som rör film samt dokumentärer.
Hon har en stjärna på Hollywood Walk of Fame vid adressen 1725 Vine Street.

## Filmografi i urval

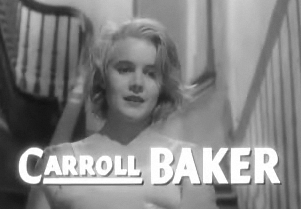
Carroll Baker i filmen Baby Doll.

- 1953 – Fest i Florida
- 1956 – Jätten
- 1956 – Baby Doll
- 1958 – Det stora landet
- 1961 – Bron mot solen
- 1961 – Den grymma staden
- 1962 – Så vanns vilda västern
- 1964 – Indianerna
- 1964 – De hänsynslösa
- 1965 – Sylvia
- 1965 – Mannen från Nasaret
- 1968 – En röst i mörkret
- 1987 – Järngräs
- 1990 – Dagissnuten
- 1997 – The Game